# Attilio Conton
Attilio Conton (Gambarare, 2 settembre 1902 – Mira, 3 novembre 1997) è stato un maratoneta italiano.

## Biografia
Nato a Gambarare di Mira, in provincia di Venezia, nel 1902, nel 1925 vinse la maratona ai Campionati italiani assoluti di atletica leggera, ottenendo il suo record personale di 2h45'44". A 25 anni partecipò ai Giochi olimpici di Amsterdam 1928, proprio nella maratona, ritirandosi a 2 chilometri dal traguardo per la stanchezza mentre era nel gruppetto di testa, questo nonostante gli fosse stato indicato che mancasse poco all'arrivo. Conton era analfabeta e non riuscì a leggere i cartelli con le indicazioni. Morì nel novembre 1997, a 95 anni.

## Palmarès
| Anno | Manifestazione  | Sede      | Evento   | Risultato | Prestazione | Note |
| ---- | --------------- | --------- | -------- | --------- | ----------- | ---- |
| 1928 | Giochi olimpici | Amsterdam | Maratona | dnf       | dnf         |      |

## Campionati nazionali
1925
- Oro ai campionati italiani di maratona - 2h45'44"